# Abbaye de Valvisciolo
L'abbaye de Valvisciolo est un monastère catholique situé près de Sermoneta dans la province de Latina, dans le Latium en Italie. Fondée à l'origine par des moines grecs basiliens au VIIIe siècle, reconstruite par les Templiers en 1240, elle est devenue cistercienne en 1315. Interrompue en 1807, la vie monastique y a repris en 1864. L’abbaye fait partie de la congrégation cistercienne de Casamari.

## Histoire
Si les fondations révèlent bien la présence de bâtiments du VIIIe siècle on ne sait pas grand-chose des moines basiliens grecs qui s’installèrent et fondèrent l’abbaye de Valvisciolo. En 1240, elle fut reprise et reconstruite par les Templiers. Il reste de leur brève présence quelques symboles et motifs décoratifs. Lorsque l'ordre militaire fut supprimé en 1312, les moines cisterciens leur succèdèrent à Valvisciolo.
L’abbaye passe en commende à la famille des Caetani (en) (toute puissante dans la région) en 1411. Mal gouvernée (par des abbés souvent absents) la vie monastique se relâche; l’abbaye est réduite au rang de prieuré vers 1523 et finalement abandonnée lorsque les guerres, les épidémies de peste et paludisme rendent la situation intenable. Étant donné l’état des bâtiments le pape Paul III décrète sa suppression en 1540.
Une communauté de moines de la congrégation des Feuillants réoccupe cependant les lieux et rétablit la vie monastique au début du XVIIe siècle. Elle y demeure jusqu'aux jours de l'occupation napoléonienne, en 1807. L’abbaye est alors arbitrairement fermée par les autorités napoléoniennes. Plus tard la propriété en est rendue au Saint-Siège. Pie IX intervient personnellement pour restaurer les lieux (qu’il visite personnellement par deux fois) et s’intéressant vivement à la reprise de la vie monastique, obtient des cisterciens de Casamari qu’ils relèvent Valvisciolo : ce qu’ils font en 186'.
Aujourd’hui l'abbatiale est également église paroissiale pour les habitants des environs.

## Architecture

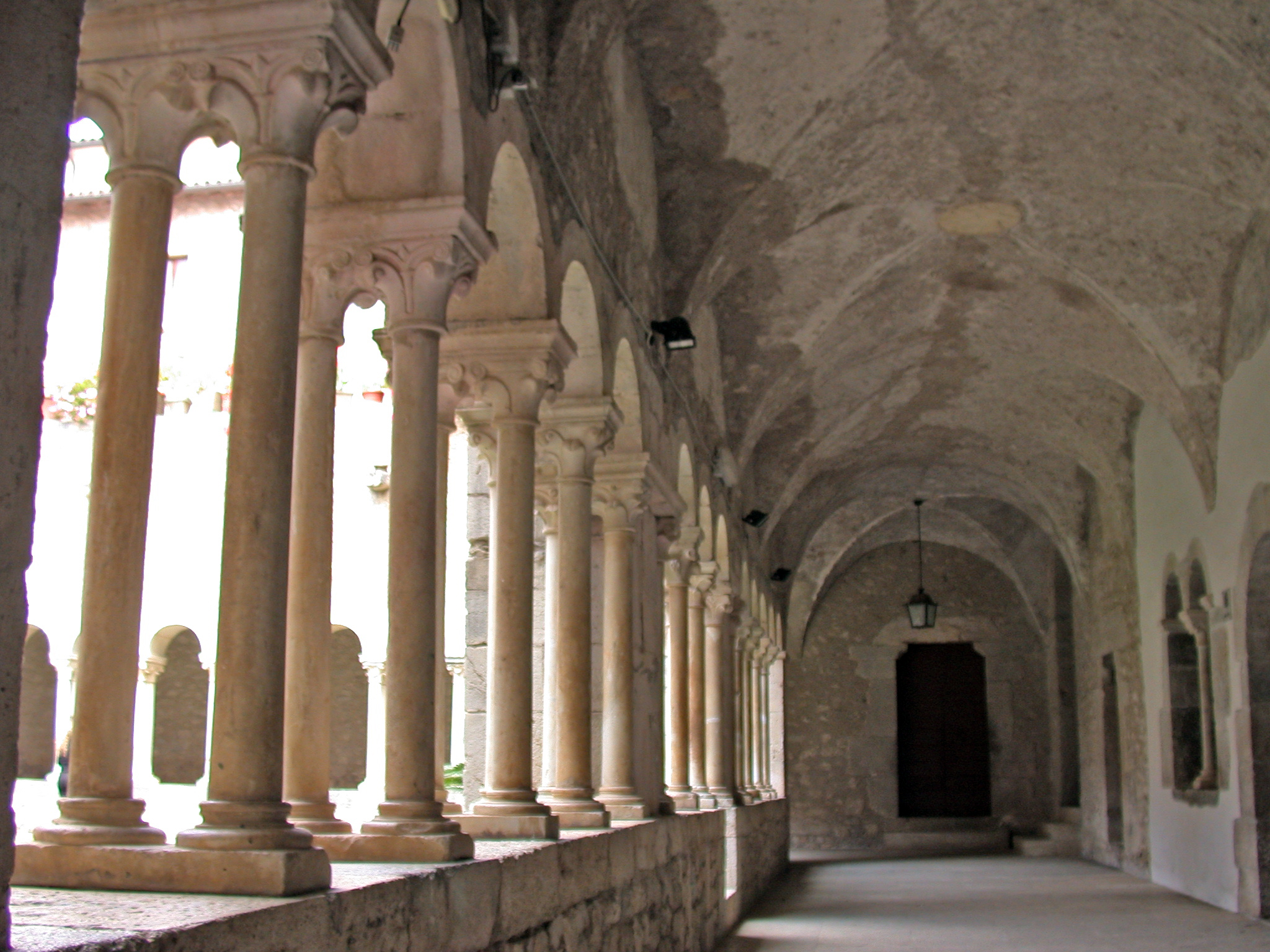
Intérieur du cloître de l'abbaye.

Dans son ensemble architectural l’église de style gothico-cistercien date de 1240 même si elle fut restaurée plusieurs fois. La façade en est sobre (comme le veut la tradition cistercienne) et ornée d’une simple grande rosace pour laisser passer la lumière. La nef est flanquée des deux bas-côtés dont elle est séparée par de solides piliers. À la droite de l’église se trouve le cloître du XIIIe siècle aux embrasures supportées par de gracieuses colonnettes jumelles.
Des recherches récentes ont mis au jour des signes de la présence plus ancienne des Templiers : des dessins de croix caractéristiques de ceux-ci sur les premières marches du pavement à l’intérieur de l’église. Sur le côté latéral du cloître furent découvertes des traces du très célèbre palindrome (chrétien ?)  SATOR AREPO TENET OPERA ROTAS (« le semeur à son araire tient les roues du destin »), mais disposé en roue, en non pas en carré (de 5 fois 5 lettres) comme c'est habituellement le cas.